# Gåsmamman
Gåsmamman è una serie drammatica svedese andata in onda su C More Series nel novembre 2015.  Il ruolo principale è interpretato da Alexandra Rapaport. La serie è stata presentata in anteprima su Kanal 5 il 18 febbraio 2016. La serie è basata sulla serie olandese Penoza del 2010 creata da Pieter Bart Korthuis e Diederik van Rooijen. Esiste anche una versione americana della serie realizzata nel 2013 ed intitolata Red Widow.

## Trama
La serie è incentrata su Sonja Nordin Ek, moglie del signore della droga Fredrik Ek, che vive una vita spensierata con la sua famiglia vicino a Stoccolma. Improvvisamente la sua vita prende una svolta drammatica quando, per salvare la sua famiglia, viene trascinata dentro il mondo del crimine.

## Episodi
| Stagione         | Episodi | Prima TV originale | Prima TV Italia |
| ---------------- | ------- | ------------------ | --------------- |
| Prima stagione   | 8       | 2015               | Inedita         |
| Seconda stagione | 10      | 2016               | Inedita         |
| Terza stagione   | 8       | 2017               | Inedita         |
| Quarta stagione  | 8       | 2019               | Inedita         |
| Quinta stagione  | 6       | 2021               | Inedita         |
| Sesta stagione   | 6       | 2022               | Inedita         |

## Trasmissione
Originariamente la serie è stata distribuita sul canale e piattaforma SVOD C More, con un rilascio l'anno successivo su Kanal 5. TV 4, la casa madre di C More ha rilevato i diritti di trasmissione della serie a partire dalla quarta stagione.

## Riconoscimenti
- 2017 - Kristallen[6]
  - Miglior attrice ad Alexandra Rapaport